# 三上ナミと謎の地方公務員・謎カンパニー
三上ナミと謎の地方公務員・謎カンパニー（Nammynazo）は、日本の音楽ユニットである。

## 概要
「オペラ仕立てのレトロでシュールな世界を貴方に!」をコンセプトにした日本の音楽グループ。
三上ナミ（旧うさぎのなみ平、ボーカル・ピアニカ）と謎の地方公務員（仮面をつけた謎の人物設定、ピアノ・キーボード）が最小の単位。それに謎カンパニーとして、謎のお嬢様（ヴァイオリン）・謎の運び屋（ベース）などが随時加わる。
オリジナル楽曲は　主に三上ナミが作詞を担当　謎の地方公務員しんぺーが作曲及び編曲を行う。

## 略歴
2014年10月26日 三上ナミと謎の地方公務員しんぺーが出会う。12月23日、四谷LOTUSにてお披露目。
2015年4月、三上ナミと謎カンパニーのナミナゾ歌謡ショウルーム公式アカウントにて配信開始。5月21日 。7月11日、オリジナルアルバム『歌謡デカダンス劇場』発売。 2016年2月5-7日の毎時41分に、前年に行われたSHOWROOM【あなたの曲をアナログレコードに】企画1位特典により、【セーラー事件簿】ミュージックビデオ予告編が渋谷大型ビジョン7か所同時放映される。3月14日フランスのテレビ番組「No-LifeTV」にて【セーラー事件簿】のミュージックビデオが放映開始。

## メンバー
メンバーの素性は公表されていない。男性メンバーは仮面を着用し、素顔は見せない。名前に職業が含まれている場合も 実際の職業であるかも謎である。

### 三上ナミと謎の地方公務員
三上ナミ/NammyMikami
自身のバックグラウンドである昭和歌謡のカバーやレトロな雰囲気のオリジナル曲を掲げ国内外(主に日本とフランス)で歌手活動。
また30年以上の歴史を誇るアングラ劇団【月蝕歌劇団】にも役者として参加しており、「初代・歌姫」の称号を得る。
絵描き（芸術家）としても地道に活動をし「駄菓子屋さんに立ち寄る感覚で、気軽にアートを楽しんでもらう」モットーに下町の喫茶店などで展示を開催。
謎の地方公務員　しんぺー /Nazo_Shimpei
所属 三上市 企画部 新音楽拠点整備課主査 兼、謎Company代表
主な業務
- 演奏に関すること
- 作曲に関すること
- 作詞に関すること

私の報酬はもちろん名誉と誇りのみ。

### 謎カンパニー
謎の運び屋/Nazo no Hakobiya
担当：ベース/Bass
謎のお嬢さま/Nazo no ojousama
担当：ヴァイオリン/Viollin
謎のテレフォンオペレーター/Nazo no telephone operater （非常勤職員）
担当：チェロ/cello

## 作品
オリジナル曲
- セーラー事件簿 （作詞：三上ナミ　作曲・編曲：謎の地方公務員）
- 赤い情熱（作詞・作曲・編曲：謎の地方公務員）
- 少女Q事件簿（作詞・作曲：三上ナミ　編曲：謎の地方公務員）
- シャボン玉
- 夜のくちづけ（作詞・作曲：三上ナミ　編曲：謎の地方公務員）
- 妖怪エレジー（作詞・作曲：三上ナミ　編曲：謎の地方公務員）
- 星屑とうさぎ（作詞：三上ナミ　作曲：三上ナミ・謎の地方公務員　編曲：謎の地方公務員）
- 地獄耳にイヤリング（作詞：三上ナミ　作曲・編曲：謎の地方公務員）
- こんにちは新しい年
- 不透明なワルツ（作詞：三上ナミ　作曲・編曲：謎の地方公務員）
- こんにちわ新しい夏
- 目玉焼き（作詞・作曲・編曲：謎の地方公務員）
- やさしい雨
- 胸騒ぎのタンゴ
- クラゲ少女
- ヒトリ遊ビ
- 北風のポルカ～赫のトモシビ～
- ありが超
- ホワイトデー

アルバム
|   | タイトル           | リリース日                               | レーベル | 収録曲 |
| - | ------------------ | ---------------------------------------- | -------- | --- |
| 1 | 歌謡デカダンス劇場 | 2015年7月11日 （限定レコード） 2016年3月 | -        | 1.序章 2.少女Q事件簿 3.妖怪エレジー 4.不透明なワルツ 5.赤い情熱 6.セーラー事件簿 7.地獄耳にイヤリング 8.夜のくちづけ 9.星屑とうさぎ |